# Kościoły chalcedońskie
Kościoły chalcedońskie – kościoły partykularne, które przyjęły nauki soboru chalcedońskiego w 451. Kościołami chalcedońskimi są obecnie wszystkie kościoły katolickie i wszystkie cerkwie prawosławne.
Sobór chalcedoński został zwołany w celu ostatecznego rozstrzygnięcia sporu o osobę Chrystusa: czy, będąc jedną osobą (jak to już ustalono na poprzednich soborach), miał on jedną, mieszaną bosko-ludzką naturę (monofizytyzm) czy dwie, oddzielne, ale nierozłączne (diofizytyzm). Dekretem z 22 października 451 sobór proklamował diofizytyzm jako naukę Kościoła Powszechnego. Oznaczało to odrzucenie monofizytyzmu, który został uznany za herezję z wszelkimi tego następstwami w postaci kościelnych i świeckich kar dla heretyków.
Przyjęcie diofizytyzmu i potępienie monofizytyzmu wywołało ogromny wstrząs, a w konsekwencji rozłam w kościele powszechnym i w ogóle w całym świecie chrześcijańskim. Konflikty i prześladowania uzasadniane herezją jednej bądź drugiej strony rozgorzały na kilka następnych stuleci. Skutki rozłamu widoczne są do dziś w postaci istnienia odrębnych kościołów monofizyckich (przedchalcedońskich), które odrzuciły nauki soboru i przyjęły monofizytyzm za swoją naukę (są to „gregoriański” Apostolski Kościół Ormiański, kościół jakobicki w Syrii, Koptyjski Kościół Ortodoksyjny w Egipcie, monofizycka gałąź kościoła malabarskiego w Indiach i kościół etiopski). Mimo swej starożytności tworzą one dziś (zwłaszcza jeżeli brać pod uwagę liczbę wyznawców) margines chrześcijaństwa.
W drugiej połowie XX wieku, na fali ruchu ekumenicznego, doszło do osłabienia wzajemnej wrogości między kościołami chalcedońskimi i przedchalcedońskimi, czego przejawem były wzajemne wizyty papieża i patriarchów oraz wspólne deklaracje chrystologiczne, w których podkreślano jedność wiary. Nie doszło jednak do interkomunii – różnice w wyznaniu wiary poszczególnych kościołów okazały się zbyt wielkie. Zbyt bliskim związkom z „heretykami” sprzeciwia się również konserwatywnie nastawiona część duchowieństwa i wiernych kościołów monofizyckich.